# Microregione di Paracatu
Paracatu è una microregione del Minas Gerais in Brasile, appartenente alla mesoregione di Noroeste de Minas.

## Comuni
È suddivisa in 10 comuni:
- Brasilândia de Minas
- Guarda-Mor
- João Pinheiro
- Lagamar
- Lagoa Grande
- Paracatu
- Presidente Olegário
- São Gonçalo do Abaeté
- Varjão de Minas
- Vazante